# Transcendentalizam
Transcendentalizam je filozofski, duhovni i književni pokret koji se razvio kasnih 1820-ih i 1830-ih u regionu Nove Engleske u Sjedinjenim Državama. Osnovno verovanje je u inherentnu dobrotu ljudi i prirode, i dok su društvo i njegove institucije pokvarile čistotu pojedinca, ljudi su u najboljem izdanju kada su zaista „samopouzdani“ i nezavisni. Transcendentalisti su videli božansko iskustvo svojstveno svakodnevnom, umesto da veruju u daleko nebo. Transcendentalisti su videli fizičke i duhovne fenomene kao deo dinamičkih procesa, a ne kao diskretne entitete.
Transcendentalizam je jedna od prvih filozofskih struja koje su se pojavile u Sjedinjenim Državama; to je stoga ključna rana tačka u istoriji američke filozofije. Naglašavajući subjektivnu intuiciju nad objektivnim empirizmom, njegove pristalice veruju da su pojedinci sposobni da generišu potpuno originalne uvide sa malo pažnje i poštovanja prema prošlim akterima. Njegov uspon bio je protest protiv opšteg stanja intelektualizma i duhovnosti u to vreme. Doktrina unitarističke crkve kako se predaje na Harvardskoj školi bogoslovlja bila je blisko povezana.

## Literatura
- Halbfass, Wilhelm (1995), Philology and Confrontation: Paul Hacker on Traditional and Modern Vedānta, SUNY Press
- Harris, Mark W. (2009), The A to Z of Unitarian Universalism, Scarecrow Press
- King, Richard (2002), Orientalism and Religion: Post-Colonial Theory, India and "The Mystic East", Routledge
- Kipf, David (1979), The Brahmo Samaj and the shaping of the modern Indian mind, Atlantic Publishers & Distri
- Miller, Perry, ур. (1950). The Transcendentalists: An Anthology. Harvard University Press. ISBN 9780674903333.
- Rinehart, Robin (2004), Contemporary Hinduism: ritual, culture, and practice, ABC-CLIO
- Sharf, Robert H. (1995), „Buddhist Modernism and the Rhetoric of Meditative Experience” (PDF), Numen, 42 (3): 228—283, doi:10.1163/1568527952598549, hdl:2027.42/43810 , Архивирано из оригинала (PDF) 2019-04-12. г., Приступљено 2013-11-01
- Sharf, Robert H. (2000), „The Rhetoric of Experience and the Study of Religion” (PDF), Journal of Consciousness Studies, 7 (11–12): 267—87, Архивирано из оригинала (PDF) 2013-05-13. г., Приступљено 2013-11-01
- Versluis, Arthur (1993), American Transcendentalism and Asian Religions, Oxford University Press
- Versluis, Arthur (2001), The Esoteric Origins of the American Renaissance, Oxford University Press
- Dillard, Daniel, “The American Transcendentalists: A Religious Historiography”, 49th Parallel (Birmingham, England), 28 (Spring 2012), online Архивирано на веб-сајту  (9. јул 2014)
- Gura, Philip F (2007). American Transcendentalism: A History.
- Harrison, C. G. The Transcendental Universe, six lectures delivered before the Berean Society (London, 1894) 1993 edition  0 940262 58 4 (US), 0 904693 44 9 (UK)
- Rose, Anne C.  Social Movement, 1830–1850 (Yale University Press, 1981)

## Spoljašnje veze
- The web of American Transcendentalism, VCU
- The Transcendentalists
- The American Renaissance and Transcendentalism, Архивирано из оригинала 06. 09. 2012. г., Приступљено 09. 11. 2023
- „American Transcendentalism”. Internet Encyclopedia of Philosophy.
- „Transcendentalism”, Encyclopedia of Philosophy, Stanford, 2019}
- Ian Frederick Finseth (1995), Liquid Fire Within Me: Language, Self and Society in Transcendentalism and early Evangelicalism, 1820-1860, M.A. Thesis in English, University of Virginia Архивирано на веб-сајту  (15. јануар 2023)